# Asyndetus varus
Asyndetus varus är en tvåvingeart som beskrevs av Friedrich Hermann Loew 1869. Asyndetus varus ingår i släktet Asyndetus och familjen styltflugor. Inga underarter finns listade i Catalogue of Life.